# Aziza Mustafa Zadehová
Aziza Mustafa Zadehová, nepřechýleně Zadeh, ázerbájdžánsky Əzizə Mustafazadə (* 19. prosince 1969, Baku) je ázerbájdžánská jazzová hudební skladatelka, pianistka a zpěvačka. Ve svých skladbách kombinuje jazz, klasiku a tradiční ázerbájdžánskou lidovou hudbu zvanou mugam. Bývá řazena i k world music či crossoveru. Od konce 80. let žije v Německu. Je žačkou Rafika Babajeva. Spolupracovala s řadou jazzových muzikantů, zejména newyorských (Al Di Meola, John Patitucci, Stanley Clarke, Dave Weckl, Omar Hakim). Je vegetariánkou. Její otec Vagif Mustafazadeh byl rovněž významným jazzovým hudebníkem. Je vdaná a má velmi hudebně nadaného syna.

## Diskografie
- Aziza Mustafa Zadeh (1991)
- Always (1993)
- Dance of Fire (1995)
- Seventh Truth (1996)
- Jazziza (1997)
- Inspiration – Colors & Reflections (2000)
- Shamans (2002)
- Contrasts (2006)
- Contrasts II (2007)
- Generations (2020)